# Quentin S. Crisp
Quentin S. Crisp (Devon, 1972) és un escriptor britànic de ficció sobrenatural. Té un títol de Grau en japonès, per la Universitat de Durham. Ha viscut al Japó, i la literatura d'aquest país l'ha influenciat molt. La seva novel·la Shrike fou finalista, el 2009, als premis literaris Shirley Jackson.